# Gabyna placida
Gabyna placida är en fjärilsart som beskrevs av Butler 1879. Gabyna placida ingår i släktet Gabyna och familjen nattflyn. Inga underarter finns listade i Catalogue of Life.